# Donja Suvaja (Chorwacja)
Donja Suvaja – wieś w Chorwacji, w żupanii zadarskiej, w gminie Gračac. W 2011 roku liczyła 53 mieszkańców.